# Campioni italiani assoluti di atletica leggera - 83 metri ostacoli femminili
Questa pagina raccoglie un elenco di tutte le campionesse italiane dell'atletica leggera negli 83 metri ostacoli, specialità che entrò a far parte del programma dei campionati italiani assoluti di atletica leggera femminili già dalla prima edizione del 1923. Vi rimase fino al 1929: dall'anno successivo fu rimpiazzata dagli 80 metri ostacoli.

## Albo d'oro
| Anno | Atleta (società)                                            | Prestazione |
| ---- | ----------------------------------------------------------- | ----------- |
| 1923 | Maria Piantanida Società Ginnastica Pro Patria et Libertate | 15"0(m)     |
| 1924 | Olga Barbieri Reyer Venezia                                 | 14"3/5(m)   |
| 1925 | Bruna Pizzini Forza e Coraggio Milano                       | 14"4/5(m)   |
| 1926 | Olga Barbieri Società Ginnastica Pro Patria et Libertate    | 14"2/5(m)   |
| 1927 | Olga Barbieri Società Ginnastica Pro Patria et Libertate    | 14"1/5(m)   |
| 1928 | Olga Barbieri Società Ginnastica Pro Patria et Libertate    | 14"1/5(m)   |
| 1929 | Ellen Capozzi Società Ginnastica Torino                     | 15"2/5(m)   |